# Siganus vermiculatus
Siganus vermiculatus е вид бодлоперка от семейство Siganidae. Видът не е застрашен от изчезване.

## Разпространение и местообитание
Разпространен е във Вануату, Гуам, Индия, Малайзия, Маршалови острови, Микронезия, Нова Каледония, Острови Кук, Палау, Папуа Нова Гвинея, Сингапур, Соломонови острови, Тайланд, Фиджи, Филипини и Шри Ланка.
Среща се на дълбочина от 0,5 до 18 m, при температура на водата от 28,2 до 28,9 °C и соленост 34,1 – 34,2 ‰.

## Описание
На дължина достигат до 45 cm.